# Brandmusseron
Brandmusseron (Tricholoma aurantium) är en svampart som först beskrevs av Jakob Christan Schaeffer, och fick sitt nu gällande namn av Ricken 1914. Brandmusseron ingår i släktet musseroner och familjen Tricholomataceae.  Arten är reproducerande i Sverige. Inga underarter finns listade i Catalogue of Life.